# Theodor Endres
Theodor Endres, nemški general, * 25. september 1876, † 19. januar 1956.